# De Profundis (Оскар Уайльд)
De Prófundis — письмо-исповедь Оскара Уайльда, обращённое к лорду Альфреду Дугласу, содержит 50 тысяч слов.
Написано в Редингской тюрьме в период с января по март 1897 года. После освобождения Уайльд отдал рукопись Роберту Россу и попросил послать её Альфреду Дугласу, последний, впрочем, позже отрицал, что получил её. Уайльд назвал произведение «Epistola: In Carcere et Vinculis» (Послание: в тюрьме и оковах).
Отредактированный и сокращённый текст был впервые опубликован на немецком языке в 1904 году, уже после смерти Уайльда с разрешения Роберта Росса, бывшего его литературным душеприказчиком и близким другом. Он дал произведению название «De Profundis», само выражение восходит к 129 псалму: De profundis clamavi ad te Domine («Из глубины воззвав к тебе, Господи»). Из текста были убраны все намёки на то, что он обращён к Альфреду Дугласу. В Англии книга была опубликована в феврале 1905 года. Немного расширенное произведение вошло в собрание сочинений Уайльда в 1908 году. Затем текст был передан в Британский музей при условии, что он не будет обнародован до 1960 года. Впервые полный текст был опубликован в 1962 году в книге «The Letters of Oscar Wilde». Британский музей опубликовал факсимиле первоначальной рукописи в 2000 году.
В 1924 году лорд Альфред Дуглас, находясь в тюрьме, написал своеобразную пародию на сочинение Оскара Уайльда — «In Excelsis».